# NGC 314
NGC 314 ist eine Linsenförmige Galaxie vom Hubble-Typ SB0 im Sternbild Bildhauer am Südsternhimmel. Sie ist schätzungsweise 250 Millionen Lichtjahre von der Milchstraße entfernt und hat einen Durchmesser von etwa 70.000 Lichtrahren.
Das Objekt wurde am 27. September 1834 von John Herschel entdeckt.